# Kerr Smith
Kerr Van Cleve Smith, född 9 mars 1972 i Exton, Pennsylvania, är en amerikansk skådespelare, främst känd för rollen som Jack McPhee i TV-serien Dawson's Creek. Han medverkade även i advokatserien Justice och i serien Punk'd med Ashton Kutcher. Han medverkade också i serien life unexpected 2010-2011 
Smith är gift med skådespelerskan Harmoni Everett sedan 2003.